# TŻ Opole
TŻ Opole – polski klub żużlowy z Opola. W latach 1999–2002 brał udział w rozgrywkach ligowych. W późniejszym czasie przestał funkcjonować.

## Historia
Klub startował w rozgrywkach ligowych w latach 1999–2002, kontynuując tradycje żużlowe w Opolu. Od 2003 roku w lidze startował KŻ Kolejarz Opole.

## Poszczególne sezony
| Sezon | Rozgrywki ligowe | Rozgrywki ligowe | Rozgrywki ligowe | Uwagi                         |
| Sezon | Liga             | Liga             | Miejsce          | Uwagi                         |
| ----- | ---------------- | ---------------- | ---------------- | ----------------------------- |
| 1999  | II               | II liga          | 3/13             |                               |
| 2000  | II               | I liga           | 6/8              |                               |
| 2001  | II               | I liga           | 7/8              | Wygrane baraże o utrzymanie   |
| 2002  | II               | I liga           | 7/8              | Przegrane baraże o utrzymanie |

| Poziom ligowy | Liczba sezonów | Sezony    |
| ------------- | -------------- | --------- |
| II            | 4              | 1999–2002 |